# 孙鸿泉
孙鸿泉（1910年—1979年），男，山东博兴人，中国耳鼻喉科专家，曾任第三届全国人大代表、第五届全国政协委员。